# Markt 4 (Gingst)

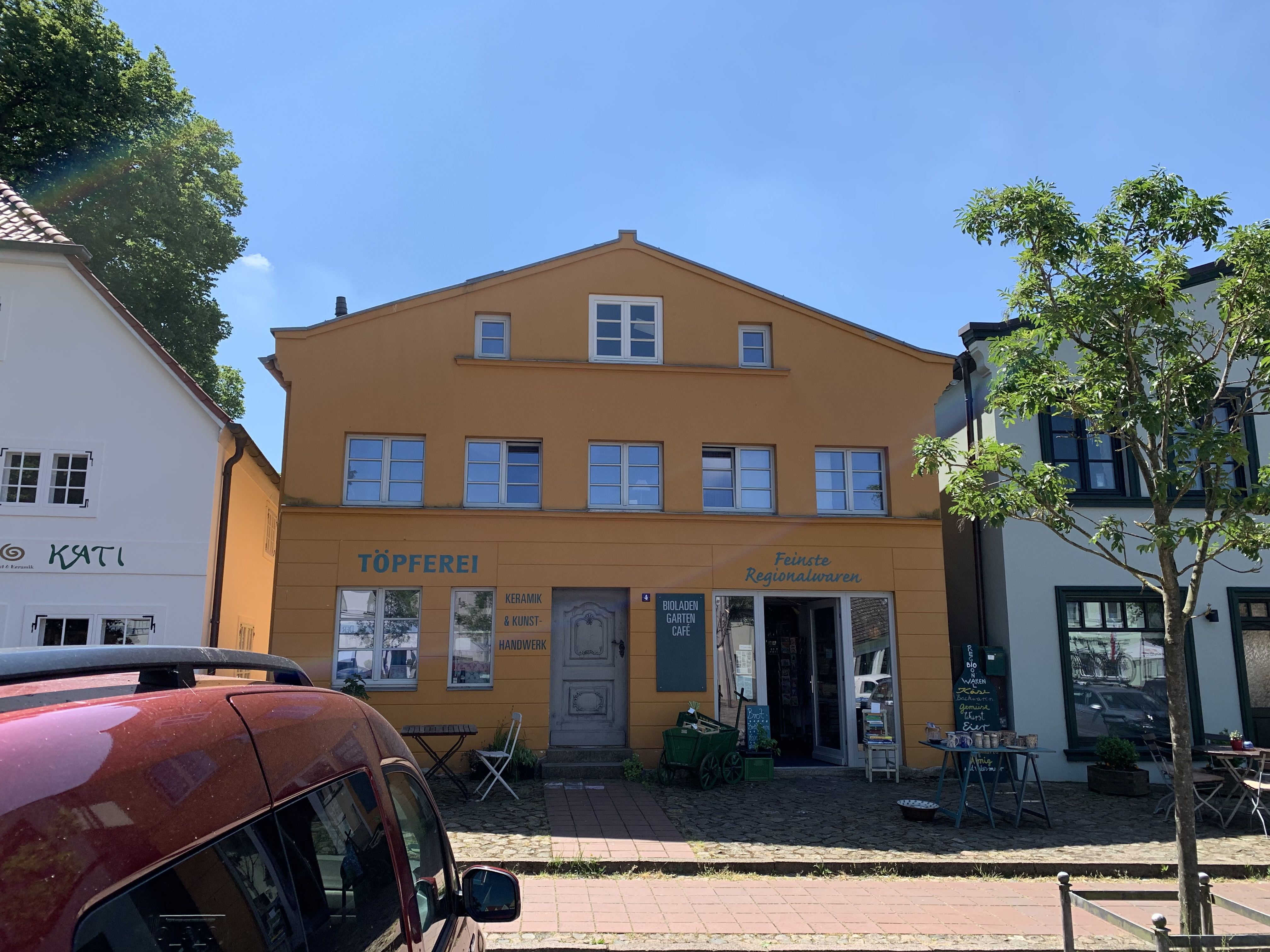
Wohn- und Geschäftshaus Markt 4

Das Wohn- und Geschäftshaus Markt 4 in Gingst (Mecklenburg-Vorpommern) stammt aus dem 19. Jahrhundert. Hier befindet sich heute eine Töpferei.
Das Gebäude steht unter Denkmalschutz.

## Geschichte
Die Gemeinde Gingst mit 1227 Einwohnern (2020) wurde 1232 als Ghynxt erstmals erwähnt.
Das zweigeschossige verputzte Giebelhaus bei der Sankt-Jacob-Kirche wurde, wie auch der Marktplatz, im Rahmen der Städtebauförderung in den 1990er Jahren saniert.